# Nawaf Al-Mutairi
Nawaf Al-Mutairi (Kuwait, 28 de septiembre de 1982) es un exfutbolista de Kuwait que jugaba en la posición de centrocampista.

## Carrera

### Club
| Periodo   | Club                     |
| --------- | ------------------------ |
| 2002-2014 | Qadsia SC                |
| 2009-2010 | → Al-Salmiya SC (cedido) |
| 2014      | Al-Nasr Kuwait           |

### Selección nacional
Jugó para Kuwait en 28 ocasiones de 2004 a 2007 y anotó un gol; participó en la Copa Asiática 2004.

## Logros
- Liga Premier de Kuwait (7): 2002–03, 2003–04, 2004–05, 2008–09, 2010–11, 2011–12, 2013–14
- Copa del Emir de Kuwait (5): 2002–03, 2003–04, 2006–07, 2011–12, 2012–13
- Copa de la Corona de Kuwait (7): 2002, 2004, 2005, 2006, 2009, 2012–13, 2013–14
- Supercopa de Kuwait (3): 2011, 2013, 2014
- Copa Federación de Kuwait (4): 2007–08, 2008–09, 2010–11, 2012–13
- Copa de Clubes Campeones del Golfo (2): 2000, 2005